# Gare de Shikama
La gare de Shikama (飾磨駅, Shikama-eki) est une gare ferroviaire localisée dans la ville d'Himeji, dans la préfecture de Hyōgo au Japon. La gare est exploitée par la compagnie Sanyo Electric Railway, sur les lignes Sanyō  et Aboshi. Le numéro de la gare est SY 40.

## Situation ferroviaire
Établie à 6 mètres d'altitude, la gare de Shikama est située au point kilométrique (PK) 50.9 de la ligne principale Sanyo Electric Railway et au PK 0.0 de la ligne Sanyō Aboshi.

## Histoire
C'est le 19 août 1923 que la gare est inaugurée sous le nom de gare de Shikamachō (飾磨町駅, Shikamachō-eki). Le 16 janvier 1924, la gare change de nom et devient la gare de Dentetsu-Shikama (電鉄飾磨駅, Dentetsu Shikama-eki). En 1927, la  compagnie électrique de Kobe Himeji fusionne avec la compagnie électrique de Ujigawa. En 1933, la compagnie électrique de Ujigawa se sépare de sa partie ferroviaire. De là, la compagnie électrique de Hyogo et la section ferroviaire de la compagnie électrique de Ujigawa donne naissance à une nouvelle société, la Sanyō Electric Railway, le 6 juin 1933. C'est en 1991 que la gare prend son nom actuel.
En 2013, la fréquentation journalière de la gare était de 4 438 personnes.
| 2010  | 2011  | 2012  | 2013  |
| 4 224 | 4 230 | 4 275 | 4 438 |

## Service des voyageurs

### Accueil
La gare dispose de billetterie automatique de réservation.

### Desserte
La gare de Shikama est une gare disposant de deux quais et de trois voies.
| N° de voie | Ligne  | Direction      |
| ---------- | ------ | -------------- |
| 1          | Sanyō  | Himeji         |
| 2          | Aboshi | Aboshi         |
| 3          | Sanyō  | Akashi - Ōsaka |

Installations et desserte
Schéma de dispositions des voies et quais.
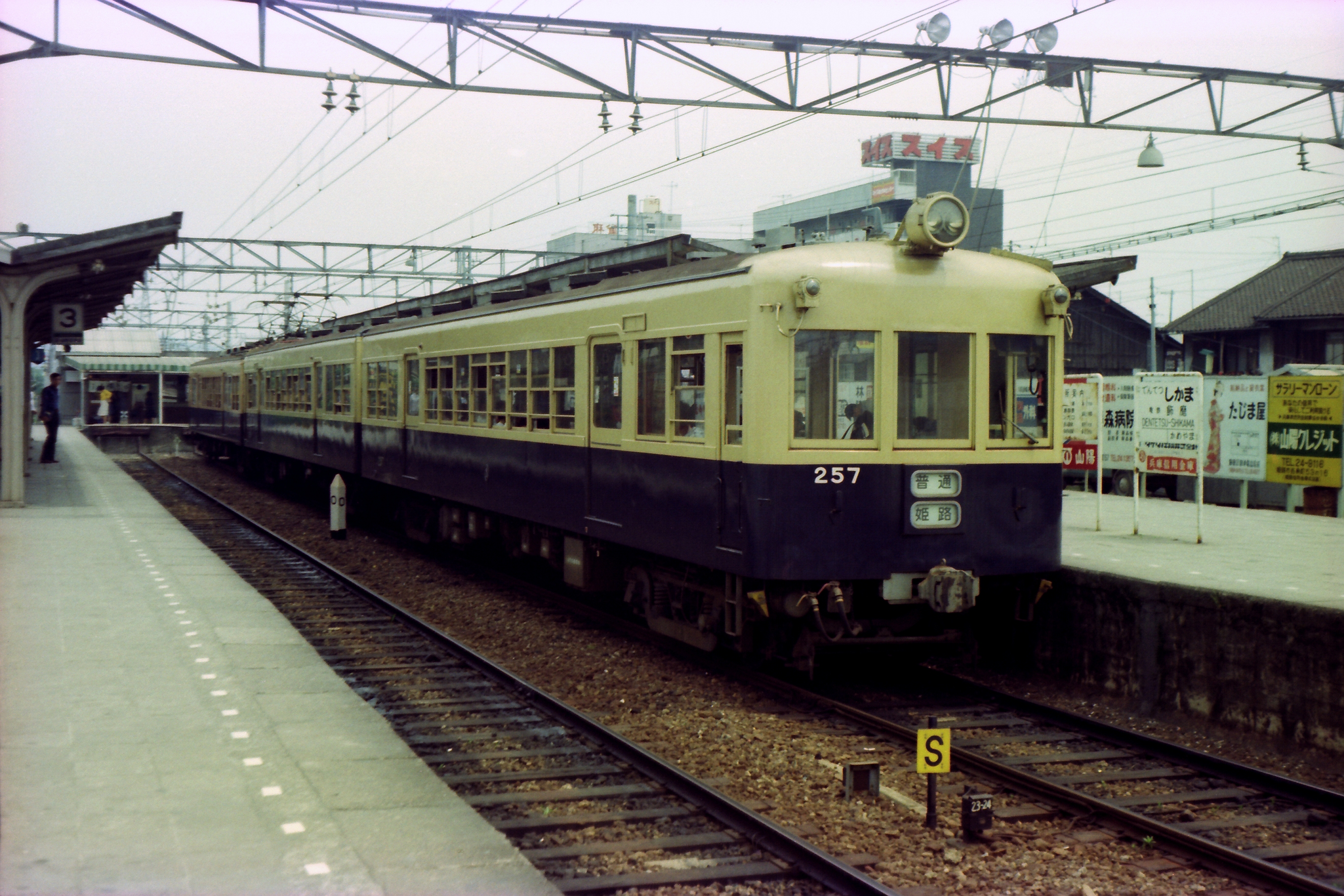
Voies et quais.
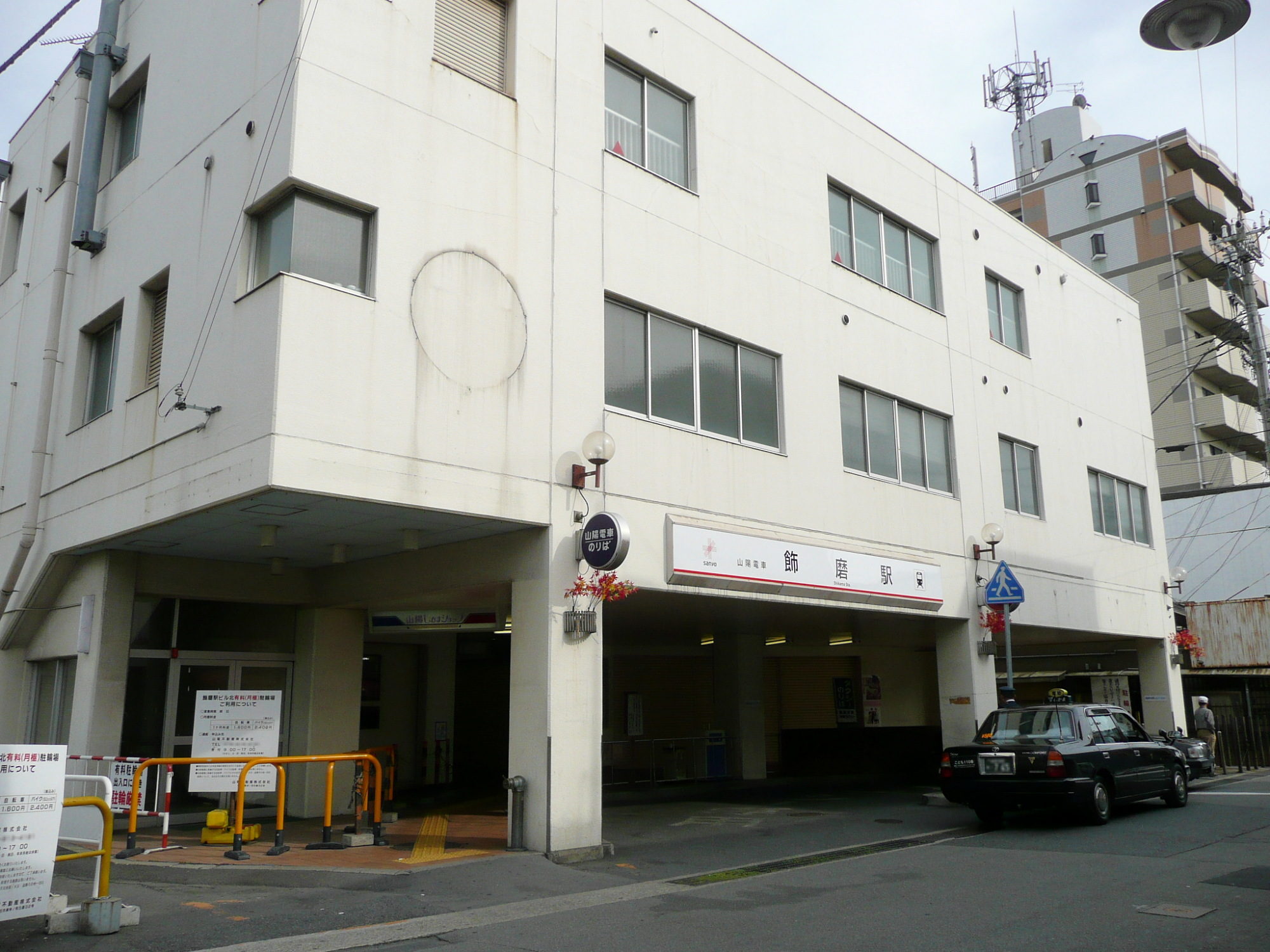
Entrée de la gare

### Site d’intérêt
- L’annexe de la bibliothèque municipale
- Le  port d'Himeji